# 10 Préludes, op. 23 (Rachmaninow)

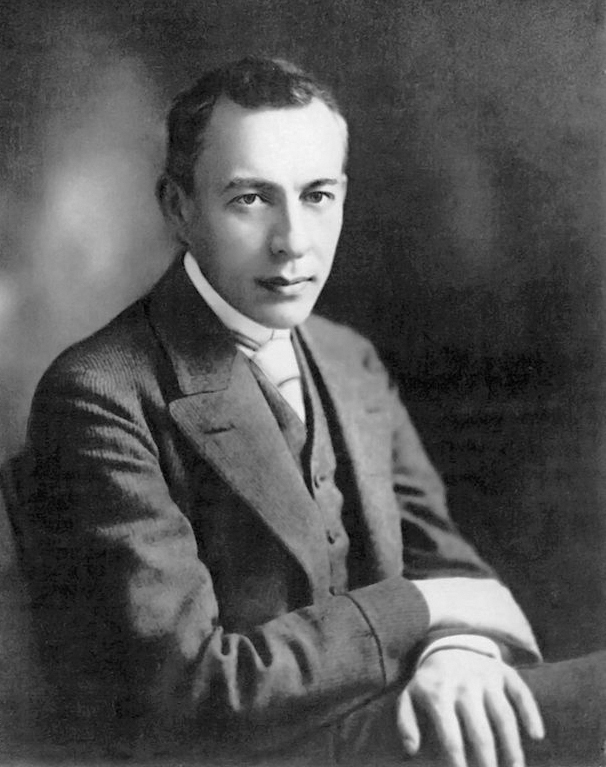
Der junge Rachmaninow 1901

Die 10 Préludes op. 23 sind ein zwischen 1901 und 1903 komponierter Klavierzyklus von Sergei Rachmaninow.
Er widmete das Werk seinem Lehrer, Cousin und Förderer Alexander Siloti, einem Schüler Franz Liszts.
Mit dem Zyklus führte er die Gattung des Präludiums fort und knüpfte damit an eine Traditionslinie an, die von Johann Sebastian Bachs wohltemperiertem Klavier bis zu Chopins stilbildender Sammlung der Préludes op. 28 reicht.
Rachmaninow differenzierte seinen bereits in früheren Werken – wie den Morceaux de fantaisie – ausgeprägten Personalstil mit dem originellen, vollgriffigen Klaviersatz weiter aus und gestaltete eine um satztechnische, stellenweise polyphone Elemente bereicherte, komplexere Musik. Mit der charakteristischen, melancholisch-pathetischen Klangsprache, den dramatischen Aufschwüngen und dynamischen Steigerungen kann das Werk (neben dem zweiten Zyklus op. 32) als ein Höhepunkt spätromantischer Klaviermusik betrachtet werden.
Vor allem das fünfte, rhythmisch markante Prélude in g-Moll gehört zum Standard- und Zugaberepertoire vieler Pianisten. Wegen ihres hohen manuellen und klanglichen Anspruchs entziehen sich die meisten Stücke dem Zugriff des Amateurs.

## Entstehung und Hintergrund

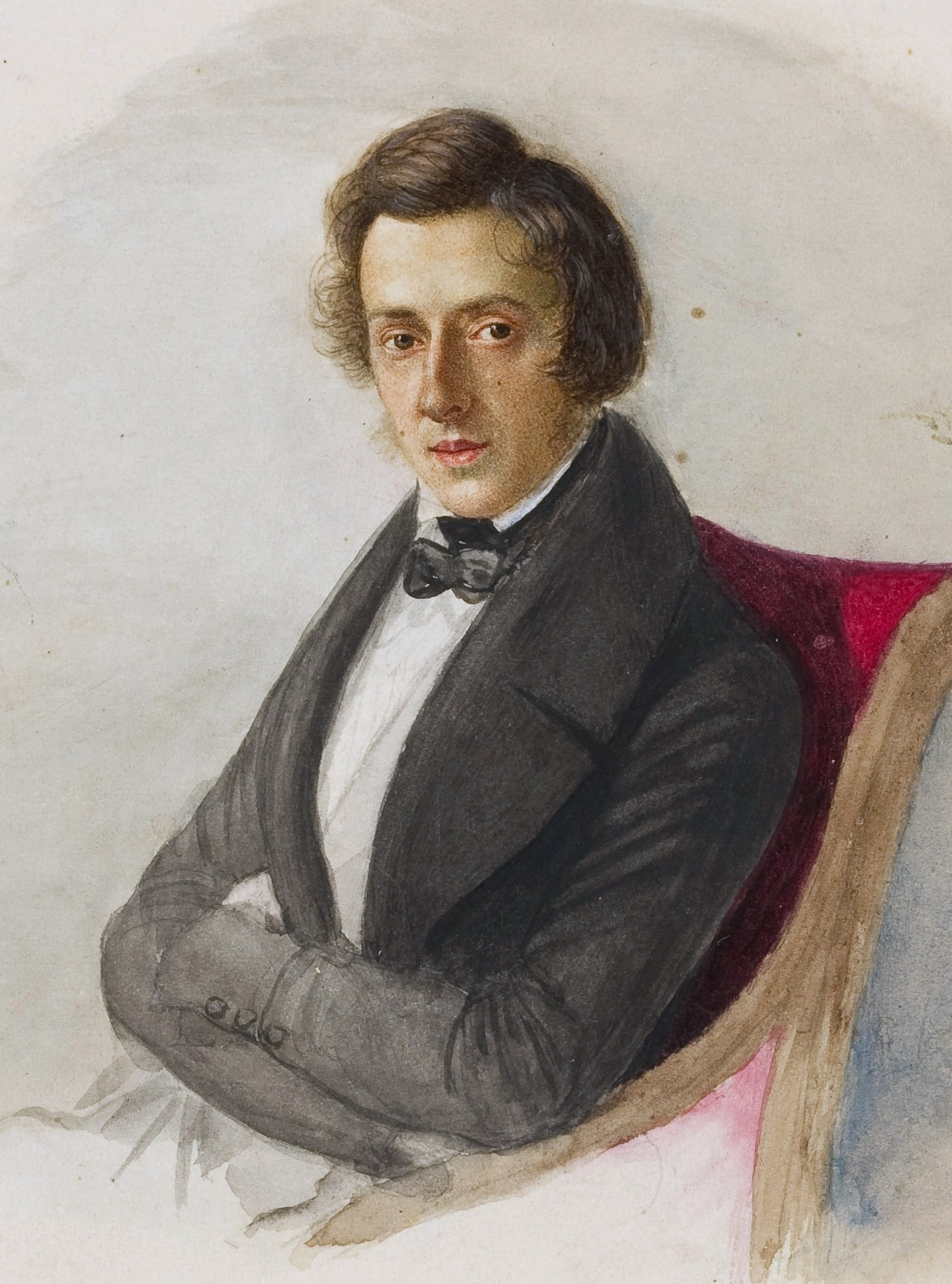
Maria Wodzińskas Porträt von F. Chopin, 1835

Nach dem Erfolg des berühmten, bereits 1892 komponierten cis-Moll-Préludes, das Rachmaninow – bald sehr zu seinem Leidwesen – immer wieder für das Publikum spielen sollte, wandte er sich erst zehn Jahre später wieder dieser Gattung zu, um erneut zu pausieren und nach weiteren sieben Jahren mit seinem Opus 32 noch komplexere Stücke vorzulegen.
Die 24 Préludes entstanden auf diese Weise über einen vergleichsweise langen Zeitraum von 1892 bis 1910 und verteilen sich auf drei Sammlungen. Er wollte damit an die berühmte Traditionslinie von Bachs bis Chopins Präludien anknüpfen, die später auch von anderen Komponisten mit je eigenständiger Schwerpunktsetzung aufgegriffen wurde. Zu ihnen gehören Alexander Skriabin, der nach seinen 24 Préludes op. 11 freilich noch weitere Stücke auf mehrere Sammlungen verteilte, Claude Debussy mit insgesamt 24, auf zwei Sammlungen verteilten Préludes und Schostakowitsch mit 24 Präludien für Klavier solo op. 34. Im Gegensatz zu Chopin, Skriabin und Schostakowitsch ist dieser Zyklus weniger streng konzipiert. Rachmaninow, dem es nicht leichtfiel, Gedankenführung und Spannungsbögen bei längeren Konzeptionen durchzuhalten, wollte die einzelnen Stücke nicht mit außermusikalischen Vorstellungen verbinden oder sie auf konkrete Stimmungen festlegen. Für ihn handelte es sich um kürzere Werke absoluter Musik, die, der Idee des Vorspiels gemäß, vor bedeutenderen Werken gespielt oder mit denen bestimmte Veranstaltungen eingeführt werden sollten.

## Inhalt
Das erste Prélude in fis-Moll (Largo, 4/4) ist ein ruhig fließendes Stück, dessen absinkendes Thema über der unablässigen Sechzehntelbewegung der linken Hand kontemplative Ruhe ausstrahlt, bis es im Mittelteil zu einer kurzen, für Rachmaninow so typischen dynamischen Steigerung kommt.

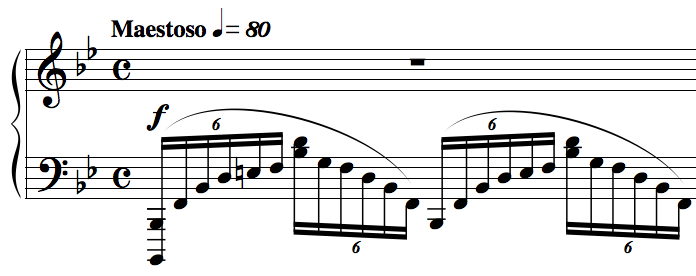
Anfang des zweiten Préludes

Nach diesem ruhigen Auftakt bricht mit dem  zweiten Prélude in B-Dur (Maestoso, 4/4) einer der fulminantesten Klavierstürme der Musikgeschichte los. Die mit einer Bassoktave beginnenden, tosenden Sechzehntel-Sextolen der linken Hand und das wuchtige, herabzuckende Thema der Rechten sind ein ebenso leidenschaftlicher wie lebensbejahender Energieausbruch, der dem Spieler keinen entlastenden Ruhepol bietet. Im Mittelteil spielt die rechte Hand eine rauschende Begleitfigur, während die Linke eine aufsteigende Melodie gestaltet.
Das dritte Prélude in d-Moll im Tempo di minuetto erinnert mit seinem 3/4-Takt nur der Form nach an ein Menuett und kündigt mit einer trotzigen Staccato-Figur der linken Hand spätere, düstere Märsche des Komponisten an.
Die Stimmung des vierten Préludes in D-Dur (Andante cantabile, 3/4) ist die eines Liedes ohne Worte. Eine ausladende Triolenfigur der linken Hand untermalt die innig-sehnsüchtige Melodie. Nach einem dynamischen Gipfel wiederholt sich der Gesang mit akkordischen Bereicherungen und Oberstimme.

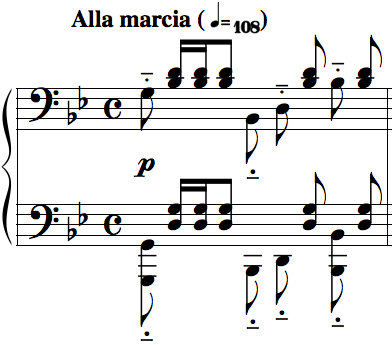
Anfang des fünften Préludes

Das bekannteste Stück des Zyklus ist das dreiteilige, an einen wilden Marsch erinnernde, schwungvolle fünfte Prélude in g-moll (Alla marcia, 4/4), dessen schlichtes, von einem markanten Dreiton-Motiv begleitetes Hauptthema nach einigen Wiederholungen von einer majestätisch-kraftvollen und vollgriffigen Es-Dur-Episode ab Takt 17 abgelöst wird. Die einprägsame rhythmische Keimzelle hat ihren Ursprung in dem langen und originellen Marschteil der fis-Moll-Polonaise Chopins.
In energetischen Strom des Préludes schichtet Rachmaninow Klänge nahezu polytonal übereinander, ohne Cluster im modernen Sinne zu bilden, da die Struktur trotz der Schichtung erhalten bleibt. So werden am Anfang der Reprise As-Dur- und c-Moll-Akkorde übereinandergetürmt. Während die Oberstimmen einen reinen As-Dur-Klang bilden, lassen sich die Bassstimmen bitonal als c-Moll-Quartsextakkord interpretieren.
Das Stück besticht vor allem durch seinen innigen, zunächst zaghaft anhebenden Mittelteil (Un poco meno mosso): Eine wehmütige, von einer ausladenden Begleitfigur untermalte Melodie in g-Moll, deren harmonische Wirkung auf dem umspielten D-Septakkord beruht, ab Takt 38 von einer Mittelstimme dramatisch bereichert wird, sich weiter aufbäumt, bis sich, poco a poco accelerando das trotzige Marschmotiv ankündigt.
In seinem sechsten Prélude in Es-Dur (Andante, 4/4) übernimmt die linke Hand nicht wie üblich die Begleitfunktion, sondern schiebt sich mit ihrer bis zum Schluss durchgehaltenen legato zu spielenden Sechzehntel-Bewegung in den Vordergrund des Geschehens.
Das siebente Prélude in c-Moll (Allegro, 4/4) überzeugt durch seine mitreißenden, wilden Sechzehntel-Bewegungen, die das Vorbild Chopins – die sogenannte „Revolutionsetüde“ op. 10 Nr. 12 – erahnen lässt. Rachmaninow demonstriert erneut sein Geschick, eine Kantilene von einer sehr raschen Figur umspielen zu lassen. Über der virtuosen, zunächst von rechts, dann mit beiden Händen zu spielenden Figur, hob sich eine Alla-Breve-Melodie mit längeren Werten ab. Ein Orgelpunkt bereichert die Komposition, die durch Oktav-Übergriffe der linken Hand zusätzlich erschwert wird.
Das achte Prélude in As-Dur (Allegro vivace, 3/2) hat Etüdencharakter: Gegenüber den Viertel-Bögen der linken Hand, spielt die Rechte unentwegt viertönige Sechzehntel-Gruppen, bei denen zunächst der erste Ton zu halten ist, während er später weggelassen wird, so dass die Gruppe aus nur noch drei Tönen besteht.
Das neunte Prelude in es-Moll (Presto, 4/4) erinnert mit seinen äußerst komplizierten Terz-Sext-Griffen der rechten Hand ebenfalls an eine Etüde.
Am Ende der Sammlung überzeugt das zehnte Prélude in Ges-Dur (Largo, 3/4) mit seiner ruhigen, von der linken Hand getragenen Melodie, über der die Rechte einen Schleier schwebender Akkorde legt.